# Francesco Gianniti
Francesco Gianniti (Oriolo, 4 ottobre 1921 – Oriolo, 11 agosto 2017) è stato un giurista e umanista italiano. È stato professore di diritto e procedura penale, avvocato penalista e giudice penale.

## Biografia
Nacque da Pasquale Gianniti (1889-1976) e Maria Camerino (1891-1952).
Nella sua famiglia c'erano stati dei convinti sostenitori dell'Unità d'Italia, che avevano svolto un ruolo attivo durante il Risorgimento. In particolare il bisnonno Pasquale Gianniti (1830-1884), dottore in legge, nel 1857, sotto il governo borbonico, era stato ristretto nelle carceri di Oriolo per attività sovversiva, mentre il di lui fratello minore, Luigi Gianniti (1849-1870), era stato sergente maggiore del 40º Reggimento di fanteria ed era caduto a Porta Pia il 20 settembre 1870.
Ricevette la prima formazione in Calabria, dove frequentò la scuola elementare di Oriolo e poi il Liceo classico Bernardino Telesio di Cosenza, dove fu allievo, tra gli altri, di don Luigi Nicoletti. Nell'ottobre del 1940 si iscrisse alla facoltà di giurisprudenza dell'Università di Roma. Nel 1943 vinse il premio "Nicola Zanotti", perché, oltre ad aver riportato il massimo dei voti e la lode nell'esame di diritto commerciale con il professore Alberto Asquini, presentava la migliore media di voti nella facoltà di giurisprudenza.
Il 28 luglio 1945 si laureò con lode, discutendo con il professore Filippo Grispigni la tesi in diritto penale su La legittimità della resistenza agli atti arbitrari dell'autorità.
Agli anni immediatamente successivi alla laurea risalgono due suoi scritti di carattere storico-giuridico, che ne testimoniano la passione per la storia e la simpatia per il pensiero mazziniano: La questione polacca al Congresso di Vienna del 1815 (1946) e La Repubblica Romana del 1849 (1947); nonché i Ricordi coriglianesi (1950), che raccolgono una decina di componimenti poetici, a sfondo autobiografico. 
Nel dicembre 1952 conobbe a Cosenza Caterina De Santis, che poi sposò il 13 giugno 1954 e dalla quale ebbe tre figli: Maria Giulia (1955), Daniela (1957) e Pasquale (1961).
La sua vita professionale – quale avvocato, giudice e professore universitario – si sviluppò tra Roma, Corigliano Calabro e Bologna, ma conservò sempre un forte legame con il paese natio di Oriolo, dove era solito trascorrere le vacanze estive, riunendo parenti ed amici e coltivando i suoi studi.

## Attività forense
Nel 1947 conseguì l'abilitazione forense presso la Corte di appello di Roma, dove svolse attività professionale fino alla data di ingresso in magistratura.
Negli anni 1965-1985, lasciata la magistratura, riprese ad esercitare l'attività forense nel settore penale, come avvocato abilitato al patrocinio dinnanzi alla Corte di Cassazione.
Nel 1973, in particolare, difese in Cassazione il produttore del film "Ultimo tango a Parigi" Alberto Grimaldi ed il regista Bernardo Bertolucci, assolti dal Tribunale di Bologna (sentenza 2 febbraio 1973) ma condannati dalla Corte di Appello di Bologna (sentenza 4 giugno 1973) per concorso in spettacolo osceno. La Corte di Cassazione, in accoglimento del ricorso, annullò la sentenza di condanna con rinvio ad altra sezione della Corte di Appello di Bologna. Avverso la sentenza di condanna emessa nel giudizio di rinvio il 26 settembre 1974, presentò motivi nuovi di ricorso per Cassazione. 
Sempre nel 1973, difese il regista Pier Paolo Pasolini – che era stato assolto dal Tribunale di Benevento (sentenza 20 ottobre 1972) dall'imputazione di concorso in spettacolo osceno per il film I racconti di Canterbury – davanti alla Corte di Appello di Napoli, che confermò (sentenza 2 luglio 1973) la sentenza di assoluzione pronunciata in primo grado. A seguito di impugnazione del pubblico ministero, fu difensore, congiuntamente al professore avvocato Alfredo De Marsico, del regista Pier Paolo Pasolini e del produttore Alberto Grimaldi, nel giudizio per cassazione. 
In entrambi i giudizi, sostenne la tesi che il disposto dell'art. 529 comma 2 cod. pen. ("Non si considera oscena l'opera d'arte"), correttamente interpretato, era applicabile alle suddette pellicole per la presenza, in entrambe, di "pregi artistici", che aveva avuto cura di individuare e lumeggiare e che erano stati riconosciuti da ampia parte della critica artistica, nazionale ed estera.

## Attività giudiziaria
L'11 marzo 1948 entrò in magistratura come "incaricato di funzioni giudiziarie", quale vincitore del concorso per titoli indetto con d.l.lgt. 30 aprile 1946.
Esercitò le funzioni di pretore a Corigliano Calabro dal 15 settembre 1948 al 15 ottobre 1950. 
Nel 1950 fu tra i primi a superare l'esame per aggiunto giudiziari, indetto con d.m. 23 marzo 1950.
Trasferitosi a Bologna, ivi svolse: le funzioni di Pretore (dal 28 ottobre 1950 al 21 dicembre 1951), di giudice istruttore del Tribunale penale (dal dicembre 1951 al dicembre 1955), di giudice della prima sezione penale del Tribunale e della Corte di assise di Bologna (dal gennaio 1956 all'ottobre 1959) e di giudice della seconda sezione civile del Tribunale di Bologna (dall'ottobre 1959 al 31 dicembre 1962).

## Attività didattica e scientifica
Nel novembre 1950, quando era pretore penale a Bologna, fu presentato dal professore Filippo Grispigni al professore Silvio Ranieri, e, su proposta di quest'ultimo, fu nominato assistente volontario di diritto penale nell'Università di Bologna e iniziò a svolgere attività didattica e scientifica.
A coltivare tale attività fu incoraggiato anche dal professore Ernesto Battaglini, che sarebbe diventato giudice della Corte costituzionale e che lo invitò a pubblicare studi ed articoli sulla rivista La Giustizia Penale. 
Nel 1959 pubblicò la sua prima monografia in diritto penale, "I reati della stessa indole", nella quale operava una ricostruzione sistematica di tale categoria concettuale, e, affrontando il problema della recidiva, sosteneva che la stessa indole dei reati è generalmente, ma non necessariamente, sintomo rivelatore di una più elevata capacità a delinquere.
Il 17 marzo 1961 conseguì all'unanimità l'abilitazione alla libera docenza in diritto penale.
Nel 1962, essendo assistente incaricato di diritto penale dell'Università di Bologna, vinse il concorso nazionale ad un posto di assistente ordinario di diritto penale nella stessa Università e venne a trovarsi nell'alternativa se continuare l'attività in magistratura ovvero passare alla carriera universitaria. Prevalse in lui la passione per la ricerca scientifica e l'attrattiva di poter divenire un giorno titolare di una cattedra universitaria, che per lui era simbolo di nobiltà intellettuale.
Fu così che il 1º febbraio 1963 lasciò la magistratura per intraprendere la carriera universitaria, che percorse interamente nell'Università di Bologna.
Nel triennio accademico 1963-1966 fu professore incaricato di diritto penale. A quegli anni risale lo studio su L'oggetto materiale del reato, pubblicato nel 1966, nel quale sosteneva che detto elemento, da un lato, "assume una particolare importanza nella teoria generale del reato, in quanto si pone in numerosi reati come elemento costitutivo e in parecchi altri come circostanza aggravante, mentre spesso figura come elemento distintivo o specializzante di un reato rispetto ad un altro"; e, dall'altro, "rappresenta un valido coefficiente per la elaborazione scientifica della parte speciale … attraverso lo studio di tutte le figure criminose che lo assumono, come elemento, essenziale o accessorio, nella loro struttura". 
Nel successivo triennio 1967-1970 fu professore incaricato di istituzioni di diritto e procedura penale nella Facoltà di Scienze Politiche dell'Università di Bologna. Pubblicò, nel 1970, il volume "Studi sulla corruzione del pubblico ufficiale" nel quale erano raccolti tre precedenti scritti: nel primo, determinava il concetto di utilità, come concetto generale di parte speciale, sulla base dell'esame comparativo delle varie disposizioni che lo prevedono; nel secondo illustrava gli elementi comuni ed i caratteri differenziali tra la normativa penale tedesca e la normativa penale italiana in tema di corruzione; nel terzo affrontava il problema della corruzione del pubblico ufficiale nell'esercizio di poteri connotati da discrezionalità amministrativa.
Nel 1972 vinse il concorso nazionale ad un posto di professore aggregato nelle discipline penalistiche presso la Facoltà di Giurisprudenza dell'Università di Bologna e venne a trovarsi nell'alternativa tra continuare lo studio e l'insegnamento del diritto penale ovvero passare allo studio ed all'insegnamento della procedura penale. Optò per la seconda alternativa: "Il cambiamento di materia – ha lasciato scritto – mi faceva pensare al medico docente universitario che, dopo essersi occupato per parecchi anni di clinica medica, passa improvvisamente alla clinica chirurgica".
Agli anni '70 risalgono le sue prime monografie di procedura penale: "Prospettive criminologiche e processo penale", pubblicata nel 1977, nella quale sosteneva la necessità dell'elaborazione di un programma organico di politica criminale (nel campo sostanziale, processuale e della esecuzione della pena), nonché dell'esame della personalità del reo nel processo penale (prima, durante e dopo la fase del giudizio); e "Controversie in tema di giudizio direttissimo", pubblicata nel 1979, nella quale esaminava tale giudizio speciale, inquadrandolo come tipico esempio di processo accusatorio nel sistema prevalentemente inquisitorio dell'allora vigente codice di rito.
Dal 1º novembre 1973 al 31 ottobre 1991 fu titolare della cattedra di procedura penale presso la Facoltà di Giurisprudenza dell'Università di Bologna: dapprima, come professore straordinario e, poi, dal 1978, come professore ordinario.
Quale titolare della cattedra di procedura penale, oltre ai corsi universitari, tenne: a) corsi annuali di esercitazioni in procedura penale presso l'Istituto di applicazione forense "Enrico Redenti" di Bologna (1973-1991); b) corsi annuali di lezioni, dapprima, su "processo penale e processo amministrativo" e, poi, su "i reati contro la pubblica amministrazione" presso la Scuola di specializzazione in Scienze amministrative in Bologna (1977-1988); c) corsi annuali di lezioni su "medicina legale penitenziaria", su "medicina criminologica" ed, infine, su "medicina legale penalistica" ai laureati in medicina e chirurgia presso la Scuola di specializzazione in medicina legale dell'Università di Bologna (1978-1991).
Agli anni '80 risalgono le monografie: Introduzione allo studio interdisciplinare del processo penale, pubblicata nel 1986, nella quale esaminava i rapporti che la scienza del processo penale presenta con gli altri rami dell'ordinamento giuridico; e I rapporti tra processo civile e processo penale, pubblicata nel 1988, nella quale, proseguendo il lavoro precedente, effettuava un esame comparativo tra vari istituti e concetti processuali, civili e penali.
Quale titolare di cattedra e docente di procedura penale, fu promotore, con i suoi collaboratori, di un metodo di lavoro, improntato al confronto collegiale, caratterizzato da riunioni periodiche, nelle quali si parlava di questioni scientifiche, di organizzazione della didattica o di altre iniziative legate all'attività di docenza. E, nei rapporti con gli studenti, perseguì tre obiettivi: quello di trasformare, almeno in parte, le lezioni cattedratiche in "colloqui con gli studenti"; quello di accompagnare gli studenti di ogni corso, almeno una volta, presso il Tribunale e la Corte di appello per assistere alle udienze penali e trarne poi motivi di riflessione a lezione sui complessi rapporti tra diritto penale, processo penale e politica giudiziaria; ed infine l'obiettivo di incoraggiare gli studenti più volenterosi a divenire soggetti attivi delle lezioni, invitandoli a relazionare sul contenuto delle ricerche effettuate.
Nel 1985 diede vita a Bologna ad una scuola post-universitaria (denominata Centro Studi Indirizzo Magistratura Avvocatura), che portò avanti fino al 2009. In detta scuola, nel corso degli anni, diverse centinaia di giovani laureati si prepararono alle prove scritte del concorso per la magistratura e dell'esame per l'abilitazione alla professione forense. Espressione di tale sua attività furono i volumi "Guida all'esame per avvocato" (Giuffrè, 2006) e "Guida al concorso per magistrato ordinario" (Cedam, 2008). Alcuni dei consigli metodologici, che era solito impartire ai suoi allievi, sono ora, per sua volontà, integralmente e liberamente consultabili sul web.
Il 31 ottobre 1996 fu collocato "a riposo" come professore ordinario, ma proseguì l'attività didattica e scientifica. Quale docente, continuò ad insegnare diritto e procedura penale all'interno della Scuola C.S.I.M.A. fino al 2009. Sotto il profilo scientifico, compì ulteriori studi sul processo penale e sui suoi rapporti con le discipline criminologiche. Al 1997 risale la monografia "Aspetti problematici del processo penale", nella quale lumeggiava gli aspetti positivi e negativi del processo penale, con particolare riferimento ai "poteri istruttori" del pubblico ministero ed ai riti alternativi "di stampo inquisitorio", ed esaminava le "deroghe" alla prova dibattimentale ed al processo di parti. Nel 2007, con la monografia "Sistema penale e problemi criminologici", illustrava i rapporti tra diritto penale, diritto processuale penale e discipline criminologiche; nonché svolgeva, con il metodo comparativo, temi di parte generale e di parte speciale del diritto penale. Infine, nel 2011, ormai novantenne, pubblicò l'ultima monografia, "Criminalistica", nella quale sosteneva che "allo studio, con metodo deduttivo-razionale, del reato come ente giuridico va accompagnato lo studio, con metodo induttivo sperimentale, del reato come realtà umana e sociale, sicché assumono rilevanza, da un lato, la diagnosi della personalità e la prognosi della pericolosità del soggetto che delinque e, dall'altro, la difesa sociale, come tutela della collettività e della persona offesa".

## Pensiero penalistico-criminologico
Cardine del suo pensiero penalistico criminologico, perfezionatosi nel corso degli anni anche sulla base dell'esperienza maturata nell'esercizio dell'attività giudiziaria e forense, è l'idea che, ai fini di un'efficace azione di contrasto alla criminalità, è necessaria l'elaborazione di un organico programma di politica criminale, al quale contribuiscano, oltre alle discipline giuridiche penalistiche (diritto penale, diritto processuale penale e diritto penitenziario), le discipline sperimentali criminologiche (in particolare, psicologia, sociologia e antropologia criminale, medicina legale e criminologia, statistica criminale e polizia scientifica). Tale programma dovrebbe muoversi lungo le seguenti direttrici:
- prevalenza del principio della prevenzione rispetto a quello della repressione;
- studio del reato non più soltanto come ente giuridico, ma come realtà umana e sociale, passando dal delitto in astratto al suo autore in concreto;
- diagnosi della personalità e prognosi della pericolosità del soggetto che commette attività criminose, in questo investigando ciò che vi è di "libertà", ma a anche di "necessità" o di "condizionamento";
- affiancamento del metodo induttivo-sperimentale al metodo deduttivo-razionale nello studio dei fenomeni individuali e sociali della criminalità;
- affermazione dei diritti dell'imputato di fronte agli arbitri dei pubblici poteri, accompagnata a misure di tutela della collettività e della persona offesa dal reato;
- ricerca della molteplicità dei fattori del delitto (come fenomeno individuale) e della criminalità (come fenomeno sociale);
- determinazione di una pluralità di rimedi per contrastare i fattori, endogeni ed esogeni, del reato e i fattori, politici e sociali, della criminalità;
- individualizzazione della sanzione e del trattamento, nel senso che la sanzione, nella fase del giudizio penale, ed il trattamento, in quella dell'esecuzione penale, debbono essere adattati alla particolare personalità di ciascun soggetto;
- tendenza verso un'ampia depenalizzazione degli illeciti minori e previsione di sanzioni sostitutive e di misure alternative alla detenzione;
- trattamento penitenziario rieducativo diretto al reinserimento sociale del condannato.

Il pensiero penalistico-criminologico di Francesco Gianniti si caratterizza per la tensione a soddisfare, con l'ausilio delle discipline bio-sociologiche della criminalità, le esigenze pratiche delle discipline penalistiche e per la preferenza accordata al metodo interdisciplinare e comparativo nello studio del diritto penale, sostanziale e processuale.
Al riguardo, sosteneva che: "la scienza del processo penale – a somiglianza della scienza penale (ma a differenza della scienza del processo civile) – non si esaurisce nella indagine giuridica (diritto processuale penale), ma si estende all'indagine psicologica (psicologia criminale e psicologia giudiziaria penale) e si completa nell'indagine sociologica (sociologia processuale penale e sociologia giudiziaria penale). Le tre indagini – pur rimanendo autonome per diversità di oggetto, di natura e di metodo – si integrano reciprocamente. Diritto, psicologia e sociologia danno luogo, infatti, a indagini necessariamente diverse, ma indissolubilmente congiunte in uno studio interdisciplinare del processo penale".
Da qui, la particolare concezione che Francesco Gianniti aveva del penalista, e, in particolar modo, del giudice penale.
Precisamente era sua convinzione che: "il giurista (e in particolar modo il penalista, inteso in senso ampio) non può limitarsi alla dogmatica, cioè allo studio esclusivo del contenuto e della portata delle norme giuridiche vigenti, compiendone una elaborazione sistematica; ma, ancorando gli elementi concettuali alla realtà umana e sociale, deve altresì indagare problemi concreti, riferiti ad una determinata società, sollecitando e aiutando il legislatore nell'arduo compito di attuare le più idonee riforme. È, perciò, necessario uno studio interdisciplinare per orientare la politica legislativa nei campi – indissolubilmente congiunti – del diritto penale sostanziale e processuale, dell'ordinamento giudiziario e penitenziario".
Quanto poi al giudice penale, "questi – ha lasciato scritto – oltre ad essere dotato di un sereno e forte equilibrio e di un severo potere di autocontrollo, deve possedere non solo la finezza logica del giurista e la ricchezza spirituale dell'umanista, ma anche l'acume introspettivo del criminologo. Egli, dunque, deve esaminare e conoscere la personalità del singolo delinquente (quel determinato omicida, quel determinato rapinatore) per poterlo concretamente e compiutamente giudicare. … Come il medico studia non solo la malattia, ma quel determinato malato, perché questo rappresenta "un caso clinico", al quale deve essere praticata la terapia più adeguata; così il giudice, dopo avere accertato che un soggetto ha commesso un delitto, deve studiare le caratteristiche inconfondibili della personalità di quel determinato delinquente al fine di irrogargli la sanzione più adatta. Se la cultura del giudice penale si limitasse ad avere carattere esclusivamente giuridico, la giustizia penale dovrebbe occuparsi soltanto del fatto-reato e non anche della personalità del suo autore. In definitiva, il giudice penale, per esercitare adeguatamente la sua complessa e delicata funzione, deve valutare non soltanto le prove concernenti il fatto-reato (c.d. giudizio sul fatto) ma anche le prove concernenti l'indagato o l'imputato (c.d. giudizio sull'autore del fatto)".

## Area culturale di riferimento
Gianniti fu allievo di Filippo Grispigni all'Università di Roma e discepolo di Silvio Ranieri all'Università di Bologna.
Studioso delle principali opere della tradizione penalistica italiana a partire da Cesare Beccaria, che formavano il "cuore" della sua biblioteca giuridica, Francesco Gianniti aveva particolare interesse per quelle di Francesco Carrara e di Enrico Ferri. In un intervento nel convegno internazionale tenuto a Lucca e a Pisa nel 1988, in occasione del centenario della morte del Carrara, rilevava la significativa convergenza dei suddetti due illustri criminalisti sulla diversa funzione del diritto e della procedura penale, tanto più che l'opera di entrambi era diretta non alle elaborazioni sistematiche, ma alla riforma dell'allora vigente legislazione penale in base a nuovi criteri direttivi. Questi, secondo Carrara, erano "i dogmi della suprema ragione, che preesistono a tutte le leggi umane e che debbono essere osservati dal legislatore penale"; secondo Ferri, invece, erano i "sostitutivi penali", cioè le riforme che debbono essere realizzate mediante leggi concernenti l'ordine economico e politico, civile e amministrativo, e che, oltre a favorire l'evoluzione sociale, tendono ad attuare in via indiretta la difesa preventiva contro la criminalità, contrastandone specialmente i fattori sociali.
Francesco Gianniti collaborò per molti anni con la rivista Scuola Positiva. Ben consapevole delle "irrevocabili conquiste civili e giuridiche della Scuola classica" – che riteneva rappresentata principalmente, oltre che dal Carrara, da Pellegrino Rossi e da Enrico Pessina – si riconosceva nella Scuola positiva, che riteneva anticipata da Gian Domenico Romagnosi, Carlo Cattaneo e Giovanni Bovio e rappresentata principalmente dal Ferri, da Cesare Lombroso e da Raffaele Garofalo. Tuttavia, non condivideva né la negazione del libero arbitrio, sostenuta dal Ferri, né l'importanza attribuita dal Lombroso ai fattori somatici nella spiegazione causale del fenomeno criminoso. Attribuiva alla Scuola Positiva il merito: di aver sostenuto la necessità di ricorrere alla prevenzione prima che alla repressione, essendo la prima molto più efficace della seconda; di aver spostato il fulcro della legge penale dal delitto all'autore della condotta criminosa, dando vita ed impulso alle discipline criminologiche; di aver affermato il finalismo educativo della pena, anticipando un principio poi consacrato nell'art. 27 comma 3 Cost.
Sosteneva che i provvedimenti di prevenzione (i c.d. sostitutivi penali del Ferri) sono mezzo di difesa sociale più efficace delle pene nell'azione di contrasto alla criminalità: "una provvida legislazione civile e amministrativa" può modificare, più efficacemente delle pene, "i fattori sociali, economici e politici, che preparano ed agevolano il delitto". Ed era persuaso che siano conformi allo spirito ed ai valori della Costituzione la previsione di una pluralità di sanzioni, l'irrogazione di una pena adeguata alla personalità del soggetto ed un trattamento penitenziario adattato alla personalità del condannato.
Con vivo compiacimento era solito ricordare le parole pronunciate da papa Giovanni XXIII, nel corso dell'udienza del 21 novembre 1960: "Gli studi di antropologia criminale presentano un vivo interesse e vanno incoraggiati per l'alto valore umano e morale, che essi racchiudono".

## Opere

### Monografie di diritto penale
- I reati della stessa indole, Milano, Giuffrè, 1959, pp. VIII-204.
- L'oggetto materiale del reato, Milano, Giuffrè, 1966, pp. XI-215.
- Studi sulla corruzione del pubblico ufficiale, Milano, Giuffrè, 1970, pp. VIII-179.
- Sistema penale e problemi criminologici, Rimini, Maggioli, 2007, pp. 466 (in collaborazione con Pasquale Gianniti), ISBN 978-88-387-2390-2.
- Criminalistica, Milano, Giuffrè, 2011, pp. XVI – 250, ISBN 88-14-15532-1.

### Monografie di diritto processuale penale
- Prospettive criminologiche e processo penale, Milano, Giuffrè, (1977), III ediz., 1984, pp. XIII-314, ISBN 88-14-00052-2.
- Controversie in tema di giudizio direttissimo, Milano, Giuffrè, (1979), IV ediz., 1986, pp. XII-236, ISBN 88-14-00824-8.
- Introduzione allo studio interdisciplinare del processo penale, Milano, Giuffrè, (1986), II ediz., 1988, pp. X-194, ISBN 88-14-01767-0.
- I rapporti tra processo civile e processo penale, Milano, Giuffrè, 1988, pp. XII-248, ISBN 88-14-01751-4.
- Aspetti problematici del processo penale, Torino, Giappichelli, 1997, pp. VI – 175, ISBN 88-348-7042-5.

### Guide al concorso per magistrato ordinario ed all'esame di avvocato
- Guida all'esame di avvocato, Milano, Giuffrè, 2006, pp. 144 (in collaborazione con Pasquale Gianniti), ISBN 88-14-13165-1.
- Guida al concorso per magistrato ordinario, Padova, Cedam, 2008, pp. XIII – 231 (in collaborazione con Pasquale Gianniti), ISBN 978-88-13-28319-3.

### Scritti minori
- L'esecuzione arbitraria di lavori in fondo altrui, in Scuola pos., 1951, pp. 82-100.
- Il delitto di ragion fattasi in relazione ai diritti potestativi, in Giust. pen., 1952, parte II, cc. 411-420.
- L'esercizio abusivo di attività rumorosa, in Giust. pen., 1953, parte II, cc. 219-224.
- L'efficacia del consenso e il concorso di reati in relazione alle varie forme di ratto, in Giust. pen., 1954, parte II, cc. 592-597.
- Il problema della specializzazione del personale per la prevenzione della criminalità (intervento svolto nel Convegno di studi giuridici sui problemi della prevenzione, tenuto a Bologna, 15-16 maggio 1954), in Critica pen., 1954, pp. 284-288.
- Anormalità e imputabilità dei delinquenti costituzionali, in Giust. pen., 1955, parte I, cc. 332-341.
- Metodologia giuridica e dogmatica processuale penale, in Giust. pen., 1957, parte I, cc. 481-486.
- L'esercizio individuale della prostituzione nella propria abitazione privata, in Scuola pos., 1960, pp. 43-57.
- La fattispecie legale a condotta fungibile, in Scuola pos., 1961, pp. 653-682.
- Inammissibilità del concorso tra le ipotesi criminose del favoreggiamento e dello sfruttamento della prostituzione altrui, in Scuola pos., 1962, pp. 159-160.
- Recidiva (voce), in Enciclopedia forense, Milano, Vallardi, vol. VI, 1961, pp. 271-274.
- Controversie in tema di recidiva, in Scuola pos., 1963, pp. 263-281.
- Valore sintomatico e criterio oggettivo nell'accertamento dell'omogeneità dei reati, in Scuola pos., 1963, pp. 709-712.
- Il concetto di "utilità" nel diritto penale, in Scuola pos., 1967, pp. 196-257.
- I delitti di corruzione nella dottrina e nella legislazione germanica, in Scuola pos., 1969, pp. 55-88.
- Il problema della corruzione del pubblico ufficiale dotato di potere discrezionale, in Scuola pos., 1969, pp. 173-198.
- La problematica penale nel saggio critico di Giovanni Bovio, in Scuola pos., 1972, pp. 453-480.
- Sulla nozione del termine "ricevere" rispetto al delitto di ricettazione, in Giur. it., 1973, parte II, cc. 273-274.
- Rapporti tra la norma dell'art. 440 c.p. e le contravvenzioni sanitarie in materia di inquinamento delle acque, in "Gli inquinamenti. Profili penali", Milano, Giuffrè, 1974, pp. 113-117.
- Le misure di prevenzione nelle prospettive positiviste e nella loro realizzazione normativa (comunicazione svolta nel IX Convegno di studio "Enrico de Nicola", tenuto ad Alghero, 26-28 aprile 1974), in Le misure di prevenzione, Milano, Giuffrè, 1975, pp. 161-169.
- L'opera scientifica di Silvio Ranieri e problemi attuali di politica criminale (discorso tenuto il 22 novembre 1975 nell'Accademia delle Scienze dell'Istituto di Bologna), in Arch. pen., 1976, pp. 144-166.
- Il problema della divisione del processo penale in due fasi, in Giust. pen., 1976, parte I, cc. 161-167.
- L'importanza della psicologia e della sociologia nel processo penale, in "Studi in memoria di Girolamo Bellavista", in Il Tommaso Natale, Palermo, 1977, pp. 209-225.
- Assistenza sanitaria ospedaliera e responsabilità penale dei docenti universitari, in "Studi in onore di Giovanni Musotto", Palermo, 1980, vol. III, pp. 83-88.
- Rilievi critici e proposte di riforma al codice Rocco, in La questione criminale, 1981, pp. 289-296.
- La responsabilità penale in tema di opere provvisionali, in Critica pen., 1983, pp. 13-19.
- Consensi e dissensi in tema di giudizio direttissimo, in Studi in onore di Tito Carnacini, Milano, Giuffrè, 1984, vol. III, 125-155; nonché in Giust. pen., 1981, parte III, cc. 227-243.
- Giudizio direttissimo (voce), in Dizionario di diritto e procedura penale, diretto da Giuliano Vassalli, Milano, Giuffrè, 1986, pp. 335-379.
- I rapporti tra querela civile di falso e l'incidente penale di falso, in Arch. pen., 1987, pp. 39-44.
- Francesco Carrara e la Scuola positiva (intervento svolto nel Convegno internazionale tenuto a Lucca e a Pisa dal 2 al 5 giugno 1988), in Francesco Carrara nel primo centenario dalla morte, Milano, Giuffrè, 1991, pp. 645-650.
- La poliedrica figura del giudice per le indagini preliminari, in Indice pen., 1989, pp. 603-614.
- I quattro pericoli (intervento svolto nel Convegno tenuto a Saint-Vincent il 10 marzo 1990), in Processo al nuovo processo, a cura di Jader Jacobelli, Bari, Laterza, 1990, pp. 74-80.
- Il nuovo processo penale: profili comparatistici, in Studi in memoria di Pietro Nuvolone, Milano, Giuffrè, 1991, vol. III, pp. 633-639.
- L'esame della personalità del reo nel nuovo processo penale, in Studi in onore di Giuliano Vassalli, Milano, Giuffrè, 1991, vol. II, pp. 439-443.
- Alcune proposte di riforma al cod. proc. pen. del 1988, in Giust. pen., 1992, parte III, cc. 263-266.
- Le deroghe alla prova dibattimentale nel nuovo processo penale, in Riv. dir. proc., 1993, pp. 120-135.
- Spunti per una ricostruzione del sistema probatorio penale, in Scritti in onore di Elio Fazzalari, Milano, Giuffrè, 1993, vol. IV, 527-548; nonché in Riv. It. dir. e proc. pen., 1994, pp. 77-94.
- Consigli e suggerimenti per la preparazione agli esami di uditore giudiziario e di procuratore legale, Bologna, Emmegi edizioni, 1994, pp. 149.
- Luci ed ombre del nuovo processo penale, Bologna, Emmegi edizioni, 1994, pp. 210.
- L'efficacia della sentenza penale di assoluzione nel giudizio civile di danno, in Studi in ricordo di Gian Domenico Pisapia, Milano, Giuffrè, 2000, vol II, pp. 321-325.
- Esami e tirocinio per magistratura e avvocatura, Milano, Giuffrè, (1997), II ediz., 2001, pp. 301 (in collaborazione con Pasquale Gianniti).
- Scriminanti, scusanti ed esimenti, in Scritti in memoria di Marino Barbero Santos, Cuenca, Edizioni Università De Castilla – La Mancha e Salamanca, 2001, vol. I, pp. 1071-1077.
- La rilevanza della "parte speciale" nel sistema del diritto penale, in Critica pen., 2004, pp. 137-142 (in collaborazione con Pasquale Gianniti).
- L'esame della personalità del soggetto e specializzazione criminologica del giudice penale, in Critica pen., 2005, pp. 9-22 (in collaborazione con Pasquale Gianniti).
- La rilevanza del metodo comparativo nello studio della parte generale, in Critica pen., 2005, pp. 123-142 (in collaborazione con Pasquale Gianniti).
- La rilevanza del metodo comparativo nello studio della parte speciale, in Critica pen., 2005, pp. 219-238 (in collaborazione con Pasquale Gianniti).
- Le dottrine criminalistiche dopo Cesare Beccaria, in Giust. pen., 2007, parte II, cc. 609-617.
- La legittima resistenza agli atti arbitrari dell'Autorità, in La disciplina dell'autotutela (a cura di Pasquale Gianniti), Padova, Cedam, 2010, pp. 368-418.
- Norme penali miste e omogeneità dei reati, in Critica pen., 2010, pp. 31-54 (in collaborazione con Pasquale Gianniti).
- Le discipline giuridiche penalistiche e le discipline sperimentali criminologiche, in Giust. pen., 2017, parte II, cc. 672-689.

### Scritti giovanili
- La questione polacca al Congresso di Vienna del 1815 (1946), in Antonio Benvenuto, Francesco Gianniti. Una vita in tre toghe, Corigliano (CS), Aurora, 2013, p. 149;
- La Repubblica Romana del 1849 (1947), in Antonio Benvenuto, Francesco Gianniti. Una vita in tre toghe, Corigliano (CS), Aurora, 2013, p. 19;
- Ricordi coriglianesi (1950), in Antonio Benvenuto, Francesco Gianniti. Una vita in tre toghe, Corigliano (CS), Aurora, 2013, p. 39.

## Onorificenze e riconoscimenti
È stato: dal 1968, membro d'onore della Società di diritto penale e criminologia di Buenos Aires; dal 1977, Socio corrispondente dell'Accademia Cosentina Bernardino Telesio; dal 1993 al 2005, magistrato per il giudizio dell'azione di sindacato della Repubblica di San Marino.
Nel 2013, in suo onore, è stato pubblicato da Antonio Benvenuto il volume Francesco Gianniti. Una vita in tre toghe (presentato in Corigliano il 29 giugno 2013 nel corso di un Convegno su Avvocatura e Magistratura, organizzato dalla Camera civile di Rossano). L'Autore – sulla base di una accurata ricerca storica – nella prefazione disegna il profilo di Francesco Gianniti, quando fu Pretore in Corigliano (1948-1950), come giovane dalla vasta cultura, giuridica ed umanistica, e dalla calda umanità; mentre, nell'appendice, ne tratteggia il successivo percorso esistenziale, caratterizzato dalla centralità della famiglia e dalla passione per il lavoro, inteso come occasione di servizio agli altri. Scrive l'Autore: "ll titolo prende spunto dalle molteplici esperienze professionali – come Magistrato, Avvocato e Professore universitario – di questo figlio della Calabria, che, con la sua poliedrica attività professionale, ha onorato il territorio della Sibaritide".